# Wasserkraftwerk São Luiz do Tapajós
Das Wasserkraftwerk São Luiz do Tapajós war ein geplantes Wasserkraftwerk am Rio Tapajós im brasilianischen Bundesstaat Pará mit einer vorgesehenen installierten Leistung von 6.356,4 MW.
Die Stausee sollte eine Fläche von 722,25 km² aufweisen, die Fallhöhe sollte 35,9 m betragen. In Summe waren 31 Kaplan-Turbinen mit 198 MW und zwei mit 109,2 MW vorgesehen.
Am 4. August 2016 verweigerte die Umweltbehörde IBAMA dem Vorhaben die notwendige Umweltlizenz, ohne die das Projekt nicht gebaut werden darf. Die indigene Gruppe der Munduruku und die Umweltschutzorganisation Greenpeace hatten gemeinsam gegen das von der Regierung geplante Projekt mobil gemacht.

## Auswirkungen
Das Projekt wurde von Umweltschützern kritisiert, da der Bau des Staudamms ein bestehendes Nationalparkgebiet zum Teil fluten sollte. Aus diesem Grund wurde im Mai 2012 ein Gesetz erlassen, das die Grenzen des Nationalparks neu regelte.
Die Umweltabfolgenabschätzung für das Tapajós-Becken wurden im September 2014 abgeschlossen.
Die Arbeiten hätten auch die in der Nähe lebende indigene Uferbevölkerung beeinträchtigen können. Zu den indigenen Völkern gehören dort die Munduruku und die Apiaká. Diese Gemeinschaften forderten, vorher konsultiert zu werden, ein durch die ILO-Konvention 169 gewährleistetes Recht.